# Campeonato Mundial de Futebol de Salão de 2000
O Campeonato Mundial de Futebol de Salão de 2000, foi a sétima edição do Campeonato Mundial de Futebol de Salão - FIFUSA. Tendo como cidades sedes Santa Cruz de La Sierra, Oruro, Cochabamba, Sucre e La Paz; na Bolívia. Contou com a presença de 16 países, divididos em quatro grupos na primeira fase.
A Colômbia sagrou-se campeã ao derrotar a Bolívia nos pênaltis, depois de um empate dramático em 3 - 3 com os anfitriões.

## Primeira fase

### Grupo A
| País         | P | J | V | E | D | GP | GC | SG |
| ------------ | - | - | - | - | - | -- | -- | -- |
| Uruguai      | 9 | 3 | 3 | 0 | 0 | 13 | 2  | 11 |
| Bielorrússia | 4 | 3 | 1 | 1 | 1 | 8  | 9  | -1 |
| México       | 2 | 3 | 0 | 2 | 1 | 4  | 7  | -3 |
| Austrália    | 1 | 3 | 0 | 1 | 2 | 8  | 15 | -7 |

| 17 de novembro | Uruguai | 6 - 1 | Austrália | Coliseu John Pictor Blanco (Santa Cruz de La Sierra) |
|                |         |       |           |                                                      |

| 17 de novembro | Bielorrússia | 1 - 1 | México | Coliseu John Pictor Blanco (Santa Cruz de La Sierra) |
|                |              |       |        |                                                      |

| 18 de novembro | México | 0 - 3 | Uruguai | Coliseu John Pictor Blanco (Santa Cruz de La Sierra) |
|                |        |       |         |                                                      |

| 18 de novembro | Bielorrússia | 6 - 4 | Austrália | Coliseu John Pictor Blanco (Santa Cruz de La Sierra) |
|                |              |       |           |                                                      |

| 19 de novembro | Austrália | 3 - 3 | México | Coliseu John Pictor Blanco (Santa Cruz de La Sierra) |
|                |           |       |        |                                                      |

| 19 de novembro | Bielorrússia | 1 - 4 | Uruguai | Coliseu John Pictor Blanco (Santa Cruz de La Sierra) |
|                |              |       |         |                                                      |

### Grupo B
| País       | P | J | V | E | D | GP | GC | SG  |
| ---------- | - | - | - | - | - | -- | -- | --- |
| Bolívia    | 9 | 3 | 3 | 0 | 0 | 19 | 2  | 17  |
| Colômbia   | 6 | 3 | 2 | 0 | 1 | 17 | 5  | 12  |
| Eslováquia | 3 | 3 | 1 | 0 | 2 | 6  | 15 | -9  |
| Costa Rica | 0 | 3 | 0 | 0 | 3 | 4  | 24 | -20 |

| 16 de novembro | Bolívia | 9 - 0 | Costa Rica | Coliseu Eduardo Leclere Polo (Oruro) |
|                |         |       |            |                                      |

| 17 de novembro | Colômbia | 5 - 1 | Eslováquia | Coliseu Eduardo Leclere Polo (Oruro) |
|                |          |       |            |                                      |

| 18 de novembro | Colômbia | 10 - 1 | Costa Rica | Coliseu Eduardo Leclere Polo (Oruro) |
|                |          |        |            |                                      |

| 18 de novembro | Bolívia | 7 - 0 | Eslováquia | Coliseu Eduardo Leclere Polo (Oruro) |
|                |         |       |            |                                      |

| 19 de novembro | Costa Rica | 3 - 5 | Eslováquia | Coliseu Eduardo Leclere Polo (Oruro) |
|                |            |       |            |                                      |

| 19 de novembro | Bolívia | 3 - 2 | Colômbia | Coliseu Eduardo Leclere Polo (Oruro) |
|                |         |       |          |                                      |

### Grupo C
| País      | P | J | V | E | D | GP | GC | SG  |
| --------- | - | - | - | - | - | -- | -- | --- |
| Paraguai  | 7 | 3 | 2 | 1 | 0 | 17 | 8  | 9   |
| Espanha   | 5 | 3 | 1 | 2 | 0 | 6  | 5  | 1   |
| Argentina | 4 | 3 | 1 | 1 | 1 | 8  | 8  | 0   |
| Bélgica   | 0 | 3 | 0 | 0 | 3 | 6  | 16 | -10 |

| 17 de novembro | Paraguai | 10 - 2 | Bélgica | Coliseu de la Coronilla "José Casto Méndez" (Cochabamba) |
|                |          |        |         |                                                          |

| 17 de novembro | Espanha | 1 - 1 | Argentina | Coliseu de la Coronilla "José Casto Méndez" (Cochabamba) |
|                |         |       |           |                                                          |

| 18 de novembro | Espanha | 2 - 1 | Bélgica | Coliseu de la Coronilla "José Casto Méndez" (Cochabamba) |
|                |         |       |         |                                                          |

| 18 de novembro | Paraguai | 4 - 3 | Argentina | Coliseu de la Coronilla "José Casto Méndez" (Cochabamba) |
|                |          |       |           |                                                          |

| 19 de novembro | Argentina | 4 - 3 | Bélgica | Coliseu de la Coronilla "José Casto Méndez" (Cochabamba) |
|                |           |       |         |                                                          |

| 19 de novembro | Paraguai | 3 - 3 | Espanha | Coliseu de la Coronilla "José Casto Méndez" (Cochabamba) |
|                |          |       |         |                                                          |

### Grupo D
| País                | P | J | V | E | D | GP | GC | SG  |
| ------------------- | - | - | - | - | - | -- | -- | --- |
| Brasil              | 7 | 3 | 2 | 1 | 0 | 44 | 5  | 39  |
| Rússia              | 7 | 3 | 2 | 1 | 0 | 37 | 4  | 33  |
| Antilhas Holandesas | 3 | 3 | 1 | 0 | 2 | 8  | 27 | -19 |
| Marrocos            | 0 | 3 | 0 | 0 | 3 | 4  | 56 | -52 |

| 17 de novembro | Rússia | 20 - 0 | Marrocos | Coliseu Jorge Revilla Aldana (Sucre) |
|                |        |        |          |                                      |

| 17 de novembro | Brasil | 11 - 0 | Antilhas Holandesas | Coliseu Jorge Revilla Aldana (Sucre) |
|                |        |        |                     |                                      |

| 18 de novembro | Rússia | 14 - 1 | Antilhas Holandesas | Coliseu Jorge Revilla Aldana (Sucre) |
|                |        |        |                     |                                      |

| 18 de novembro | Brasil | 30 - 2 | Marrocos | Coliseu Jorge Revilla Aldana (Sucre) |
|                |        |        |          |                                      |

| 19 de novembro | Marrocos | 2 - 7 | Antilhas Holandesas | Coliseu Jorge Revilla Aldana (Sucre) |
|                |          |       |                     |                                      |

| 19 de novembro | Brasil | 3 - 3 | Rússia | Coliseu Jorge Revilla Aldana (Sucre) |
|                |        |       |        |                                      |

|  |                              |
|  | Classificação à segunda fase |
|  | Eliminados na primeira fase  |

## Segunda fase

### Grupo 1
| País      | P | J | V | E | D | GP | GC | SG |
| --------- | - | - | - | - | - | -- | -- | -- |
| Colômbia  | 6 | 2 | 2 | 0 | 0 | 7  | 3  | 4  |
| Argentina | 3 | 2 | 1 | 0 | 1 | 6  | 3  | 3  |
| Uruguai   | 0 | 2 | 0 | 0 | 2 | 1  | 8  | -7 |

| 21 de novembro | Argentina | 4 - 0 | Uruguai | Coliseu Julio Borelli Viteritto (La Paz) |
|                |           |       |         |                                          |

| 22 de novembro | Colômbia | 3 - 2 | Argentina | Coliseu Julio Borelli Viteritto (La Paz) |
|                |          |       |           |                                          |

| 23 de novembro | Colômbia | 4 - 1 | Uruguai | Coliseu Julio Borelli Viteritto (La Paz) |
|                |          |       |         |                                          |

### Grupo 2
| País                | P | J | V | E | D | GP | GC | SG  |
| ------------------- | - | - | - | - | - | -- | -- | --- |
| Bolívia             | 6 | 2 | 2 | 0 | 0 | 37 | 3  | 34  |
| Bielorrússia        | 3 | 2 | 1 | 0 | 1 | 17 | 6  | 11  |
| Antilhas Holandesas | 0 | 2 | 0 | 0 | 2 | 1  | 46 | -45 |

| 21 de novembro | Bolívia | 32 - 0 | Antilhas Holandesas | Coliseu Eduardo Leclere Polo (Oruro) |
|                |         |        |                     |                                      |

| 22 de novembro | Bielorrússia | 14 - 1 | Antilhas Holandesas | Coliseu Eduardo Leclere Polo (Oruro) |
|                |              |        |                     |                                      |

| 23 de novembro | Bolívia | 5 - 3 | Bielorrússia | Coliseu Eduardo Leclere Polo (Oruro) |
|                |         |       |              |                                      |

### Grupo 3
| País       | P | J | V | E | D | GP | GC | SG |
| ---------- | - | - | - | - | - | -- | -- | -- |
| Rússia     | 4 | 2 | 1 | 1 | 0 | 5  | 4  | 1  |
| Paraguai   | 3 | 2 | 1 | 0 | 1 | 11 | 8  | 3  |
| Eslováquia | 1 | 2 | 0 | 1 | 1 | 3  | 7  | -4 |

| 21 de novembro | Paraguai | 7 - 3 | Eslováquia | Coliseu Eduardo Leclere Polo (Oruro) |
|                |          |       |            |                                      |

| 22 de novembro | Rússia | 0 - 0 | Eslováquia | Coliseu Eduardo Leclere Polo (Oruro) |
|                |        |       |            |                                      |

| 23 de novembro | Paraguai | 4 - 5 | Rússia | Coliseu Eduardo Leclere Polo (Oruro) |
|                |          |       |        |                                      |

### Grupo 4
| País    | P | J | V | E | D | GP | GC | SG |
| ------- | - | - | - | - | - | -- | -- | -- |
| Espanha | 6 | 2 | 2 | 0 | 0 | 8  | 3  | 5  |
| Brasil  | 3 | 2 | 1 | 0 | 1 | 6  | 5  | 1  |
| México  | 0 | 2 | 0 | 0 | 2 | 5  | 11 | -6 |

| 21 de novembro | Brasil | 5 - 3 | México | Coliseu Julio Borelli Viteritto (La Paz) |
|                |        |       |        |                                          |

| 22 de novembro | Espanha | 6 - 2 | México | Coliseu Julio Borelli Viteritto (La Paz) |
|                |         |       |        |                                          |

| 23 de novembro | Brasil | 1 - 2 | Espanha | Coliseu Julio Borelli Viteritto (La Paz) |
|                |        |       |         |                                          |

|  |                            |
|  | Classificados fase final   |
|  | Eliminados na segunda fase |

## Fase final
|  | Quartas-de-final | Quartas-de-final |          |           | Semifinais     | Semifinais     |  |  | Final | Final |
|  |                  |                  |          |           |                |                |  |  |       |       |
|  |                  |                  |          |           |                |                |  |  |       |       |
|  |                  |                  |          |           |                |                |  |  |       |       |
|  | Rússia           | 5                |          |           |                |                |  |  |       |       |
|  | Rússia           | 5                |          |           |                |                |  |  |       |       |
|  | Bielorrússia     | 1                |          |           |                |                |  |  |       |       |
|  | Bielorrússia     | 1                | Bolívia  | 8         |                |                |  |  |       |       |
|  |                  |                  | Bolívia  | 8         |                |                |  |  |       |       |
|  |                  | Rússia           | 2        |           |                |                |  |  |       |       |
|  | Bolívia          | Rússia           | 2        | 4         |                |                |  |  |       |       |
|  | Bolívia          |                  |          | 4         |                |                |  |  |       |       |
|  | Paraguai         | 0                |          |           |                |                |  |  |       |       |
|  | Paraguai         | 0                | Bolívia  | 3 (1)     |                |                |  |  |       |       |
|  |                  |                  | Bolívia  | 3 (1)     |                |                |  |  |       |       |
|  |                  | Colômbia         | 3 (3)    |           |                |                |  |  |       |       |
|  | Argentina        | Colômbia         | 3 (3)    | 4         |                |                |  |  |       |       |
|  | Argentina        |                  |          | 4         |                |                |  |  |       |       |
|  | Espanha          | 3                |          |           |                |                |  |  |       |       |
|  | Espanha          | 3                | Colômbia | 7         | Terceiro lugar | Terceiro lugar |  |  |       |       |
|  |                  |                  | Colômbia | 7         | Terceiro lugar | Terceiro lugar |  |  |       |       |
|  |                  | Argentina        | 1        |           |                |                |  |  |       |       |
|  | Colômbia         | Argentina        | 1        | 5         | Rússia         | 6 (5)          |  |  |       |       |
|  | Colômbia         |                  |          | 5         | Rússia         | 6 (5)          |  |  |       |       |
|  | Brasil           | 1                |          | Argentina | 6 (6)          |                |  |  |       |       |
|  | Brasil           | 1                |          |           | 6 (6)          |                |  |  |       |       |
|  |                  |                  |          |           |                |                |  |  |       |       |
|  |                  |                  |          |           |                |                |  |  |       |       |

### 3º / 4º
| 28 de novembro de 2000 | Rússia | 6 – 6 | Argentina | Coliseu Julio Borelli Viteritto (La Paz) |
|                        |        |       |           |                                          |

|          |       | Penalidades |  |
| (Rússia) | 5 – 6 | (Argentina) |  |

### 1º / 2º
| 28 de novembro de 2000 | Bolívia | 3 – 3 | Colômbia | Coliseu Julio Borelli Viteritto (La Paz) |
|                        |         |       |          |                                          |

|           |       | Penalidades |  |
| (Bolívia) | 1 – 3 | (Colômbia)  |  |

| Campeonato Mundial de Futebol de Salão de 2000 |
| ---------------------------------------------- |
| Colômbia 1º título                             |